# Yvonne Kleiss-Herzig
Pour les articles homonymes, voir Herzig.
Yvonne Kleiss-Herzig, dite aussi Yvonne Herzig, est une peintre française née à Tizi Ouzou (Algérie) le 28 mai 1895 et morte à Mougins (Alpes-Maritimes) le 20 août 1968.

## Biographie
Yvonne Kleiss-Herzig est la fille du peintre Édouard Herzig. Elle fait ses études au lycée de jeunes filles d'Alger (Lycée Delacroix) puis à l'École des beaux-arts d'Alger sous la direction de Léon Cauvy.
Elle obtient, dès 1912, le prix de la ville d'Alger (obtenu à l'unanimité du Jury) et une bourse d'études pour lui permettre de poursuivre sa formation à Paris. Dès 1913, son père s'installe à Paris pour suivre l'enseignement artistique de ses deux filles, Yvonne recevant une bourse d'études du gouvernement général d'Algérie (reconduite). Elle est élève à l'Académie Julian, de Jean-Paul Laurens, ainsi que de Paul Follot et du décorateur Eugène Grasset durant toute la période de la Grande Guerre jusqu'à la fin de 1918, où elle retrouve Alger.
Elle obtient en 1920 une mention au Salon des artistes français, et devient illustratrice dans l'édition. Elle obtient également le Grand Prix artistique de l'Algérie en 1928, et devient en 1933 l'épouse de Hans Kleiss, autre peintre orientaliste.
Yvonne Kleiss-Herzig est une artiste reconnue notamment pour ses dessins d'aquarelles et ses gravures, ayant pour thèmes, les animaux, plantes, paysages, mais surtout des scènes de la vie rurale en Kabylie et dans la région de Tlemcen, et des portraits ethniques, ces dernières œuvres particulièrement recherchées par les collectionneurs pour leur fraicheur et leur sensibilité aux traits remarquables.
Elle travaillera également plusieurs années pour l'Institut Pasteur sur la recherche et l'illustration des scorpions en Afrique du Nord. Elle s'installera en 1952 au Maroc à Sidi Slimane où elle peindra notamment la femme marocaine, des scènes de genre, et des vues de Meknès et de sa région, pour revenir en France métropolitaine à la fin des années cinquante.

## Expositions

### De son vivant
- De 1911 à 1960 : participation annuelle aux salons de la Société des Artistes algériens et orientalistes
- Mars 1919 : Alger, exposition personnelle, rue de Constantine[1]
- 1922 : Marseille, Exposition coloniale
- Février 1927 : Alger, exposition en duo avec sa sœur, rue d'Isly, galerie Bijoux-Concert, exposition Yvonne Herzig & Fernande Gazan-Herzig[2]
- 1926 : Alger, exposition particulière
- 1928 : Paris, Salon des Artistes Français (mention honorable)
- Juin 1929 : Exposition artistique de l'Afrique française[3]
- 18 mai-28 octobre 1934 : Paris, Palais du Trocadéro, Exposition ethnographique, ensemble sur les races sahariennes (Touaregs, Chamba, Israélites, Soudanais, Mozabites, Zénètes)
- 5-16 janvier 1935 : Alger, exposition personnelle, 3, rue Michelet, galerie du Minaret[4]
- Août 1935 : Exposition artistique de l'Afrique française[5]
- 1935 : Paris, Grand Palais, Salon de la France d'Outre-mer.
- 30 mars-9 avril 1936 : Alger, exposition personnelle sur la Kabylie, 11, rue d'Isly, galerie Chaix[6]
- 25 mai-25 novembre 1937 : Paris, Exposition internationale des arts et techniques appliqués à la vie moderne, pavillon de l'Algérie
- Avril 1938 : Alger, exposition personnelle sur les enfants de l'Afrique du Nord, 11, rue d'Isly, galerie Chaix[7]. Elle y présente une œuvre intitulée Départ pour la fête, Kabylie.
- 1938 : Alger, exposition particulière
- 1939 : Alger, exposition particulière
- 1948 : Alger, exposition particulière

### A titre posthume
- Bordeaux, musée des beaux-arts, exposition L'École d'Alger 1870-1962, collections du Musée national des beaux-arts d'Alger, 13 juin-31 août 2003 (à l'occasion de l'année de l'Algérie en France).
- Paris, musée du Montparnasse, exposition Les Mille et une nuits et les Enchantements du docteur Mardrus, 27 octobre 2004-7 janvier 2005.
- Marseille, galerie Alexis Pentcheff, exposition-vente Femina, la femme sous le regard des artistes, 21 juin-15 juillet 2014 (notice p. 11-12 du catalogue sur Femme Ouled Naïl, gouache et rehauts d'or sur papier, signée Yvonne Herzig en bas à gauche, probablement avant 1933).
- Marseille, musée Regards de Provence, Merveilles de l'orientalisme, 18 mai-31 décembre 2016 (œuvre exposée : Femme Ouled Naïl, gouache et rehauts d'or sur papier signée Yvonne Herzig en bas à gauche, probablement avant 1933, collection particulière du Sud de la France)
- Paris, Institut du monde arabe, exposition Biskra, sortilèges d'une oasis. 1844-2014, 23 septembre 2016-22 janvier 2017 (œuvre exposée : Les Danseuses Ouled Naïl, gouache sur papier, signée Yvonne Kleiss-Herzig en bas à droite, 31 x 31 cm, 1935, Alger, collection maître Salim Becha - présentée en 1935 à l'Exposition artistique de l'Afrique française au musée des Arts décoratifs de Paris)

## Musées
- Musée national des Beaux-Arts d'Alger, Œuvres : Maison mauresque dans le Sahel, Enfant à la fenêtre, Moulay Idriss, Le Veau[8].
- Musée national Zabana d'Oran[9]
- Musée national Cirta, anciennement musée Gustave Mercier de Constantine, Œuvre : Femme à l'encensoir, huile sur toile signée Yvonne Herzig[10].

## Illustrations d'ouvrages
- Lieutenant d'Armagnac, Le Sahara, carrefour des races (illustrations hors texte), Alger, Baconnier, 1934, in -8 broché, couverture rempliée, 123 p.
- Françoise de Rode (bois et dessins dans le texte), Le Mzab et les pays Chaamba,(couverture), Alger, Baconnier, 1934, gr. in-8° carré, 205 p., 24 héliogravures tirées en sépia hors texte.
- " La Kabylie " par Martial Rémond, Dessins de Mme Kleiss-Herzig, Éditions Baconnier, Alger, 1937
- A. L. Lepigre, Insectarium, insectes du logis et du magasin, Lutte contre les insectes ennemis du commerçant et de la ménagère : reconnaissance, mœurs et moyens de destruction (dessins originaux en noir et blanc), Jardin d'essai, 1951, in-8 broché, 340 p., 242 photographies noir et blanc.
- Martial Rémond, Les Kabylies, (hors-texte couleur), Claude Cognard (dessins), Alger, Baconnier, 1954 ?, in -4 broché, 175 p., couverture rempliée illustrée en couleurs, nombreuses photographies noir et blanc de l'OFALAC et de l'auteur.
- Max Vachon, Études sur les scorpions (illustrations hors texte), Alger, commande de l’Institut pasteur d’Alger, imprimerie La Typo Litho, 1952.

## Distinctions artistiques
- Prix de la ville d’Alger en 1912
- Bourse du Gouvernement général d’Algérie en 1912, 1913, 1924 et 1927
- Bourse Désiré Cornuz de la Société des artistes algériens et orientalistes en 1920
- Bourse de voyage de la Compagnie de chemins de fer de l'État en 1926
- Mention honorable au Salon des Artistes français à Paris et Grand Prix artistique de l’Algérie en 1928
- Bourse de voyage de la Compagnie des chemins de fer de Paris à Lyon et à la Méditerranée en 1931, 1932 et 1938
- Médaille de vermeil de la Société des peintres orientalistes français en 1934
- Membre fondateur du Syndicat professionnel des artistes peintres et sculpteurs d'Algérie (président : Léon Carré) en avril 1935